# Leptochiton sarsi
Leptochiton sarsi is een keverslakkensoort uit de familie van de Leptochitonidae. De wetenschappelijke naam van de soort is voor het eerst geldig gepubliceerd in 1981 door Kaas.